# Samuel Dancák
Samuel Dancák (* 6. března 1998) je slovenský profesionální fotbalista, který hraje na pozici defenzivního záložníka za český klub FC Hradec Králové.

## Osobní život
Dancák se narodil 6. března 1998 v Košicích do sportovní rodiny. Od osmnácti let hrál v juniorském týmu Dukly Praha a souběžně s fotbalem studoval na Fakultě tělesné výchovy a sportu Univerzity Karlovy.

## Kariéra
Dancák debutoval v české první lize za Duklu Praha 30. března 2019 při venkovní prohře 0:2 s SFC Opava. Po sestupu týmu pak hrál za Duklu v české národní fotbalové lize, a to až do ledna 2021, kdy přestoupil do FK Mladá Boleslav. Dne 9. srpna 2023 Dancák odešel na sezónní hostování do FC Hradec Králové, které bylo 10. července 2024 přetaveno v trvalý přestup.
Dancák dvakrát hrál za slovenský národní tým do 21 let.